# Megachile expleta
Megachile expleta är en biart som beskrevs av Mitchell 1930. Megachile expleta ingår i släktet tapetserarbin, och familjen buksamlarbin. Inga underarter finns listade i Catalogue of Life.